# Southfields
Southfields är en by i Thurrock i Essex i England. Byn är belägen 5 km 
från Tilbury. Orten har 1 089 invånare (2016).